# Vladan Kovačević
Vladan Kovačević (Banja Luka, 11 aprile 1998) è un calciatore bosniaco, portiere del Legia Varsavia in prestito dallo Sporting Lisbona.

## Carriera

### Club

#### Sarajevo
Cresciuto calcisticamente nel settore giovanile della squadra della sua città, lo Željezničar Banja Luka, nel 2014 è entrato a far parte delle giovanili dello Sarajevo.
Nel febbraio 2018 viene ceduto in prestito per sei mesi allo Sloboda Mrkonjić Grad. Il 17 marzo successivo, all'età di 19 anni, ha esordito fra i professionisti contro il Kozara.
Nel mese di agosto, ha firmato un contratto quinquennale con lo Sarajevo. Il 5 agosto successivo, ha esordito in prima squadra, in un match contro lo Sloboda Tuzla. Il 15 maggio 2019 ha vinto il suo primo titolo con la squadra, dopo aver sconfitto lo Široki Brijeg nella finale della Coppa di Bosnia.

#### Raków Częstochowa
Nel giugno 2021 si trasferisce a titolo gratuito ai polacchi del Raków Częstochowa. Il 17 luglio successivo, ha vinto il suo primo trofeo con la squadra, dopo aver battuto il Legia Varsavia nella Supercoppa di Polonia. Una settimana dopo, ha esordito in campionato contro il Piast Gliwice.
Nel luglio 2022 ha esteso il suo contratto che lo lega al Raków Częstochowa fino al 2026.
Sporting Lisbona
L'1 Luglio 2024 viene acquistato dallo Sporting Lisbona con cui firma un contratto quinquennale fino al 30 Giugno 2029.

### Nazionale
Ha preso parte ad alcuni incontri con la nazionale bosniaca Under-21 sotto la guida del CT Vinko Marinović.
Nel maggio 2019, è stato convocato in nazionale maggiore per gli incontri di qualificazione al campionato europeo di calcio 2020 contro Finlandia e Italia, senza tuttavia scendere in campo.

## Statistiche

### Presenze e reti nei club
Statistiche aggiornate al 1º agosto 2022.
| Stagione        | Squadra               | Campionato      | Campionato | Campionato | Coppe nazionali | Coppe nazionali | Coppe nazionali | Coppe continentali | Coppe continentali | Coppe continentali | Altre coppe | Altre coppe | Altre coppe | Totale | Totale |
| Stagione        | Squadra               | Comp            | Pres       | Reti       | Comp            | Pres            | Reti            | Comp               | Pres               | Reti               | Comp        | Pres        | Reti        | Pres   | Reti   |
| --------------- | --------------------- | --------------- | ---------- | ---------- | --------------- | --------------- | --------------- | ------------------ | ------------------ | ------------------ | ----------- | ----------- | ----------- | ------ | ------ |
| feb.-giu. 2018  | Sloboda Mrkonjić Grad | 1L              | 9          | -15        | CB              | -               | -               |                    | -                  | -                  |             | -           | -           | 9      | -15    |
| 2018-2019       | Sarajevo              | PL              | 30         | -18        | CB              | 6               | -2              | UEL                | 0                  | 0                  |             | -           | -           | 36     | -20    |
| 2019-2020       | Sarajevo              | PL              | 20         | -15        | CB              | 1               | -3              | UCL+UEL            | 2+2                | -5 + -2            |             | -           | -           | 25     | -25    |
| 2020-2021       | Sarajevo              | PL              | 29         | -21        | CB              | 4               | -2              | UCL+UEL            | 2+2                | -2 + -2            |             | -           | -           | 37     | -27    |
| Totale Sarajevo | Totale Sarajevo       | Totale Sarajevo | 79         | -54        |                 | 11              | -7              |                    | 8                  | -11                |             | -           | -           | 98     | -72    |
| 2021-2022       | Raków Częstochowa     | EK              | 27         | -24        | CP              | 0               | 0               | UECL               | 6                  | -3                 | SP          | 1           | -1          | 34     | -28    |
| 2022-2023       | Raków Częstochowa     | EK              | 1          | 0          | CP              | 0               | 0               | UECL               | 2                  | 0                  | SP          | 1           | 0           | 4      | 0      |
| Totale carriera | Totale carriera       | Totale carriera | 116        | -93        |                 | 11              | -7              |                    | 16                 | -14                |             | 2           | 0           | 145    | -114   |

## Palmarès

### Club

#### Competizioni nazionali
- Coppa di Bosnia: 2

Sarajevo: 2018-2019, 2020-2021
- Campionato bosniaco: 2

Sarajevo: 2018-2019, 2019-2020
- Supercoppa di Polonia: 2

Raków Częstochowa: 2021, 2022
- Coppa di Polonia: 2

Raków Częstochowa: 2021-2022
Legia Varsavia: 2024-2025
- Campionato polacco: 1

Raków Częstochowa: 2022-2023